# 同治新疆回乱
同治新疆回乱（1864年－1877年），又称同治新疆民变、同治新疆维回起义，是清朝同治年間新疆各地發生的叛亂，與浩罕及俄羅斯的入侵交織在一起。1862年新疆北部原有46.8萬人口，因為屠殺、飢荒、屍體傳染瘟疫、逃荒等因素，至1880年時減少了72.6% （34萬）人口。
清同治三年（1864年）四月，庫車回民舉事，殺死庫車辦事大臣及阿奇木伯克。因為陝甘回亂影響，數月之內，新疆各地相繼發生暴動和叛亂。暴動者以回族（漢回）及維吾爾族（纏回）阿訇、農民為主，也有漢族、柯爾克孜族及哈薩克族加入。各地起事者在攻佔官署及兵營後，推舉阿訇為首領，建立政教合一的地方性割據政權。隨後，各政權之間又發生混戰與兼併。至同治四年（1865年）末，新疆大部份地方失陷，官軍僅保有塔爾巴哈臺、庫爾喀喇烏蘇、巴里坤及哈密一帶。此時，西北官軍主力正在平定陝甘回亂，無暇顧及新疆。俄羅斯乘亂入侵塔爾巴哈臺及額爾齊斯河流域，於1864年10月逼迫烏里雅蘇臺將軍簽訂《中俄勘分西北界約記》，吞併了中國巴爾喀什湖以東的大片領土。
1864年年底，喀什噶爾的叛乱者向浩罕汗國求援，導致阿古柏入侵。1865年至1867年間，浩罕權臣阿古柏率領浩罕軍隊消滅了天山以南各地的割据政權，在新疆南部建立了哲德沙爾汗國。同治十年（1871年），俄羅斯藉口“代收”，派兵侵佔伊犁。光绪元年（1875年），清廷命陝甘總督左宗棠督辦新疆軍務。次年，清軍西征，收復迪化一帶。光绪三年（1877年），清軍消滅阿古柏政權，收復了除伊犁外的新疆全境，持續10餘年的新疆叛亂最終結束。光绪七年（1881年），清朝通過交涉收回被俄羅斯侵佔的伊犁。光绪十年（1884年），清廷下旨設立新疆省，廢除了乾隆以來的伯克制和軍府制，實行與內地相同的郡縣制。
此次動亂大致分為以下幾個階段：
1. 新疆各地發生叛動，駐紮大臣等官員被殺或者自盡，清兵潰敗。
2. 各地起事者建立多個互不統屬的割據政權，各政權之間相互混戰。
3. 俄國軍隊入侵塔城等地，清廷被迫與之簽訂《中俄勘分西北界約記》。
4. 浩罕軍官阿古柏攜白山派和卓後裔入侵新疆，消滅天山南路的清軍據點。
5. 阿古柏逐一消滅各地割据政權，驅逐和卓後裔，建立哲德沙爾國。
6. 清軍西征，收復除伊犁以外的新疆全境，並進駐帕米爾高原中部。

## 背景
同治初年，因太平天國、捻軍、云南民变等持續多年的內亂及向西方列強賠款，清廷面臨嚴重的財政危機。每年由內地各省撥解新疆的二三百萬協餉逐漸縮減，最終斷絕。大小伯克官吏任意攤派勒索，致使民怨沸騰。

## 各地暴动經過
| 阿古柏入侵時的新疆各地方勢力       |                                                             |                      |          |                                        |
| 首領                               | 稱號或官職                                                  | 勢力範圍             | 滅亡時間 | 被誰所滅                               |
| 艾拉汗（維吾爾族）                 | 蘇丹                                                        | 伊犁                 | 1871     | 俄羅斯帝國                             |
| 1喀爾莽阿（錫伯族）                | 伊犁錫伯營總管                                              | 伊犁                 | 1871     | 俄羅斯帝國                             |
| 妥得璘（回族）                     | 清真王（哈里发）                                            | 烏魯木齊             | 1870     | 阿古柏                                 |
| 妥得璘（回族）                     | 清真王（哈里发）                                            | 吐魯番               | 1870     | 阿古柏                                 |
| 徐學功（漢族）                     | -                                                           | 烏魯木齊南山、吐魯番 | -        | -                                      |
| 棍噶扎拉參（藏族）                 | 領兵喇嘛                                                    | 塔爾巴哈臺           | -        | -                                      |
| 棍噶扎拉參（藏族）                 | 領兵喇嘛                                                    | 庫爾喀喇烏蘇         | -        | -                                      |
| 何琯（漢族）                       | 巴里坤鎮總兵                                                | 巴里坤               | -        | -                                      |
| 伯錫爾（維吾爾族）                 | 哈密札薩克和碩親王、 哈密幫辦大臣                           | 哈密                 | -        | 清軍、本地亂軍、民團、白彥虎等反復爭奪 |
| 熱西丁和卓或“布格聂丁”（維吾爾族） | “圣裔”（穆罕默德的后裔）、圣战者热西丁汗、 汗和卓（黃和卓） | 庫車                 | 1867     | 阿古柏                                 |
| 熱西丁和卓或“布格聂丁”（維吾爾族） | “圣裔”（穆罕默德的后裔）、圣战者热西丁汗、 汗和卓（黃和卓） | 喀喇沙爾             | 1867     | 阿古柏                                 |
| 熱西丁和卓或“布格聂丁”（維吾爾族） | “圣裔”（穆罕默德的后裔）、圣战者热西丁汗、 汗和卓（黃和卓） | 阿克蘇               | 1867     | 阿古柏                                 |
| 熱西丁和卓或“布格聂丁”（維吾爾族） | “圣裔”（穆罕默德的后裔）、圣战者热西丁汗、 汗和卓（黃和卓） | 烏什                 | 1867     | 阿古柏                                 |
| 哈比布拉（維吾爾族）               | 帕夏                                                        | 和闐                 | 1866     | 阿古柏                                 |
| 馬大老爺（回族）                   | -                                                           | 葉爾羌               | 1866     | 阿古柏                                 |
| 尼牙孜（維吾爾族）                 | 葉爾羌阿奇木伯克                                            | 葉爾羌               | 1866     | 馬大老爺、熱西丁                       |
| 清軍                               | -                                                           | 葉爾羌               | 1866     | 馬大老爺                               |
| 清軍                               | -                                                           | 巴爾楚克             | 1866     | 阿古柏                                 |
| 思的克（柯爾克孜族）               | 塔什密里克阿奇木伯克                                        | 喀什噶爾回城         | 1865     | 阿古柏                                 |
| 奎英（滿族）                       | 喀什噶爾參贊大臣                                            | 喀什噶爾漢城         | 1865     | 阿古柏                                 |
| 托克托布（滿族）                   | 英吉沙爾領隊大臣                                            | 英吉沙爾             | 1865     | 阿古柏                                 |

- 1表中黃色底色者為清軍。

### 庫車
同治三年（1864年）四月，修建渭幹河水利的庫車河工托乎提尼牙孜哈里等人殺死監工和伯克，引發暴動。同月，庫車土回馬漋、馬三保、玉門人楊春，聯絡外地人田拉滿、蘇拉滿，聚集當地漢回（回族）、漢民、纏回（維吾爾族）起事。庫車辦事大臣薩凌阿諮報喀喇沙爾（今焉耆縣）求援。五月初三，馬漋部眾攻入庫車城內，殺死庫車辦事大臣薩凌阿、英吉沙爾領隊大臣文藝、葉爾羌幫辦大臣武仁布、庫車阿奇木伯克庫爾班等人，逼迫曾任喀什噶爾阿奇木伯克的庫車閒散郡王愛瑪特（艾合買提王伯克）充當暴動首領。愛瑪特為庫車伯克鄂對之後，不肯屈從，被當場殺死。
暴動者找到庫車熱西丁家族的阿訇熱西丁和卓，推舉其為首領。熱西丁自稱“先知穆罕默德最偉大的後裔、宇宙力量的主宰者”，人稱“汗和卓”（清代文獻譌作“黃和卓”），煽動民眾對異教徒（卡菲爾）進行“聖戰”。熱西丁派兵向西攻佔了阿克蘇和烏什，向東襲取喀喇沙爾，基本控制了回部東四城一帶。

### 阿克蘇、喀喇沙爾
五月初七，庫車以東的玉古爾（今輪臺縣）被暴動者攻陷。初九日至十四日，阿克蘇所屬的賽喇木、拜城，喀喇沙爾及其屬城庫隴勒（今庫爾勒市）也爆發民變，喀喇沙爾辦事大臣依奇哩死難。阿克蘇辦事大臣富蘇哩馳書伊犁求援，未幾阿克蘇城陷，富蘇哩舉家自焚。回部東四城陷落後，為庫車的熱西丁所控制。

### 烏魯木齊
早在同治元年（1862年），甘肅河州（今臨夏回族自治州）阿訇妥得璘（一名妥明）潛逃出關，來到烏魯木齊，寄居於烏魯木齊綠營署理中營提標參將索煥章家中。索煥章師事之，一同謀劃起事。
同治三年五月，烏魯木齊都統平瑞得知庫車發生暴動，派文光領兵前去平叛，途中被亂軍擊潰於烏沙塔巴克，全軍覆沒。索煥章屬下的漢回兵丁夜間在烏魯木齊南關清真寺集會議事，被戍卒朱小貴窺見。朱小貴報告烏魯木齊綠營提督業布沖額，業布沖額詢問索煥章。索煥章誣稱朱小貴造謠惑眾，將其斬首。六月十二日，妥得璘、索煥章起兵反叛，攻下烏魯木齊漢城（迪化城）。業布沖額被俘，囚禁於索煥章宅中，八日後仰藥自盡，烏魯木齊提督業布沖額的兒女親家吐魯番同知許清貴和部分家人被殺。都統平瑞與少量屯練、勇營困守鞏寧城（烏魯木齊滿城）。同日，昌吉縣事起，知縣恩錦逃走，典史秦某闔家就戮。
困於鞏寧城內的清兵多為老弱，不習操練，平瑞惟有等待援兵。然而“自六月至八月，無一至者。”伊犁將軍常清、烏里雅蘇臺將軍明誼派兵救援，皆被阻於烏魯木齊以北。平瑞勉強督兵出戰，清軍一觸即潰，死五百餘人。八、九月間，阜康、呼圖壁、綏來、烏蘭烏蘇等地失陷。妥得璘自稱“清真王”（哈里發），控制了庫爾喀喇烏蘇（今烏蘇市）以東、濟木薩（今吉木薩爾縣）以西一帶地方。九月辛丑，在困守百餘日後，鞏寧城破，平瑞自焚，護理鎮迪道伊昌阿投井死，協領榮慶以下死難者一百餘人。

### 喀什噶爾

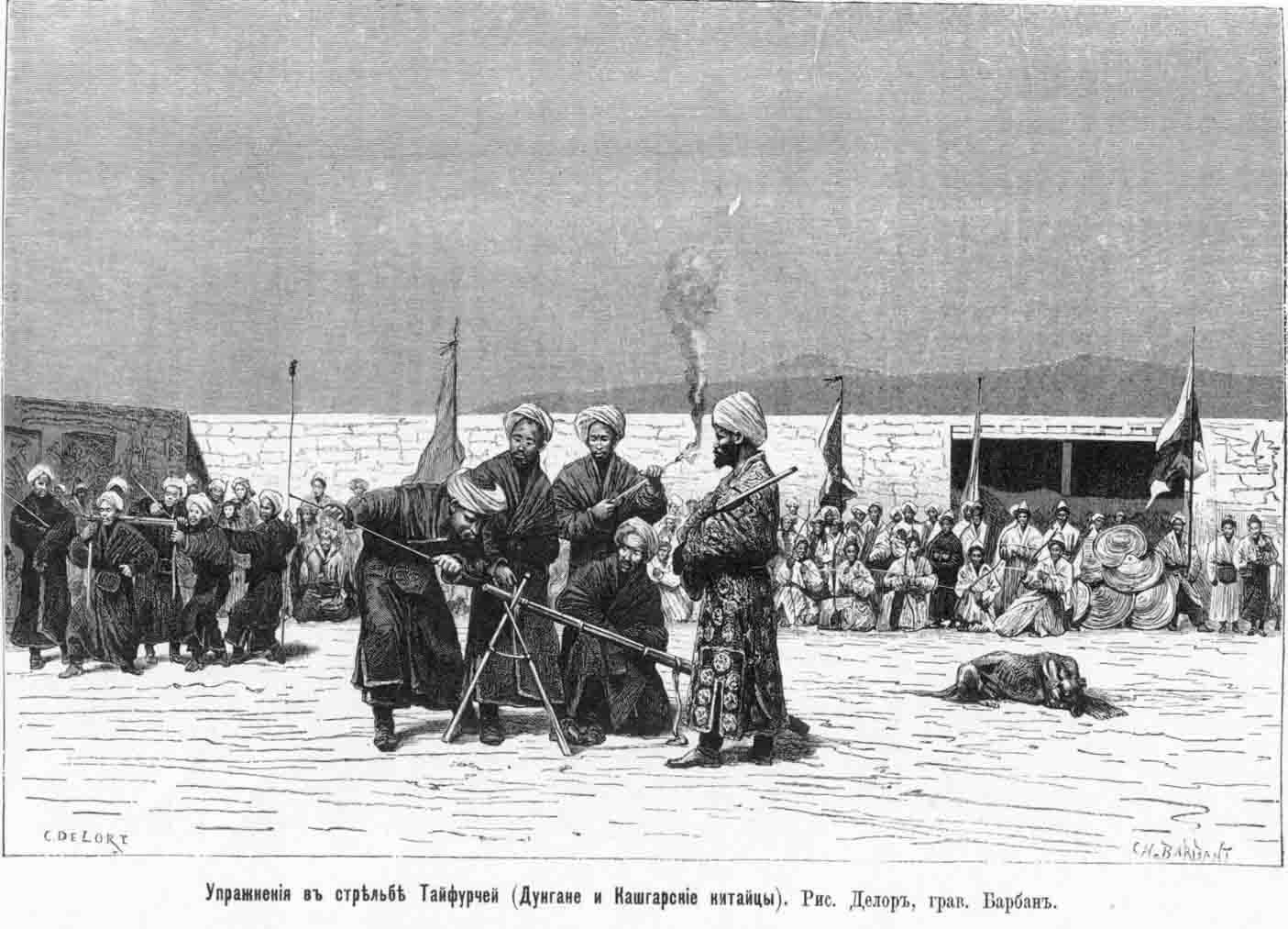
正在操練的喀什噶爾漢回火槍兵

### 伊犁
當地的維吾爾塔蘭奇屯民成立了塔蘭奇蘇丹國。

## 阿古柏入侵
喀什噶爾的思的克、金相印因無力攻克清軍駐守的喀什噶爾漢城（今疏勒縣），於1864年底派人邀請流亡浩罕汗國的白山派和卓後裔入境。浩罕執政者隨即派阿古柏領兵攜波羅尼都曾孫布素魯克入侵新疆。1865年9月至1870年間，阿古柏率領浩罕烏茲別克族軍隊相繼攻佔了喀什噶爾漢城、葉爾羌、和闐、阿克蘇、庫車、庫爾勒等地，將天山南路各地的暴動首領全部消滅，最後控制了迪化，宣佈建立哲德沙爾汗國。至清軍由甘肅平定時，阿古柏及其浩罕軍隊佔據新疆南部達十三年之久。

## 俄羅斯侵佔伊犁
同治十年（1871年），俄國以防備阿古柏襲擾為由，派兵佔領了伊犁一帶，聲稱“代為收復”，待中國軍隊肅清內亂時歸還，實則圖謀永久割佔。

## 清軍收復新疆
同治十二年（1873年），清軍基本平息了陝西、甘肅的叛亂，籌備恢復新疆。光緒元年（1875年），清廷以陝甘總督左宗棠為欽差大臣，督辦新疆軍務。次年，清軍收復迪化、昌吉、綏來（今瑪納斯縣）。光緒三年，阿古柏服毒自盡，清軍收復天山南麓。

### 引用
1. ↑  孙文杰."同治新疆民变"研究——以《福珠哩殒难碑》为中心[J].贵州民族研究, 2017, 38(3):5.
2. ↑  程黎娜.清代新疆巴里坤保卫战研究[D].山西师范大学.
3. ↑  曹树基. . : 646 （中文）.
4. ↑  郭廷以. 李洪超 , 编. . 北京: 中华书局. 2018年1月: 135. ISBN 9787101127812.
5. 1 2 3  《戡定新疆記》武功記一
6. ↑  毛拉穆萨·赛拉米《伊米德史》
7. ↑  《清史稿》穆宗本紀一
8. ↑  楊毓秀《平回志》卷七